# Ladislau Biernaski
Ladislau Biernacki CM (ur. 24 października 1937 w Almirante Tamandaré, zm. 13 lutego 2012) – brazylijski biskup katolicki polskiego pochodzenia, członek zakonu lazarystów, biskup diecezji São José dos Pinhais w latach 2006–2012.

## Życiorys
Święcenia prezbiteratu przyjął 6 czerwca 1963 w Zgromadzeniu Misji. Po święceniach i studiach w Paryżu został wykładowcą zakonnego seminarium w Kurytybie, a następnie pełnił funkcje kolejno zastępcy prowincjała oraz przełożonego brazylijskiej prowincji lazarystów.
6 kwietnia 1979 został prekonizowany biskupem pomocniczym Kurytyby oraz biskupem tytularnym Tetci. Sakrę biskupią przyjął 27 maja 1979 w bazylice watykańskiej z rąk papieża Jana Pawła II.
6 grudnia 2006 otrzymał nominację na biskupa nowo utworzonej diecezji São José dos Pinhais.
Zmarł 13 lutego 2012.